# Schizonotinus
Schizonotinus is een geslacht van rechtvleugeligen uit de familie sabelsprinkhanen (Tettigoniidae). De wetenschappelijke naam van dit geslacht is voor het eerst geldig gepubliceerd in 1948 door Ramme.

## Soorten
Het geslacht Schizonotinus omvat de volgende soorten:
- Schizonotinus crassicercus Tarbinsky, 1940
- Schizonotinus forficalis Bey-Bienko, 1951
- Schizonotinus kerketa Uvarov, 1917